# 비우고라이군

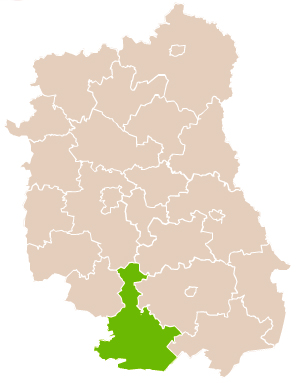
루블린주 지도에 표시된 비우고라이군의 위치

비우고라이군(폴란드어: powiat biłgorajski)은 폴란드 루블린주에 위치한 군으로 군청 소재지는 비우고라이이며 면적은 1,677.79km2, 인구는 101,152명(2019년 기준), 인구 밀도는 60명/km2이다.
북쪽으로는 루블린군, 크라스니스타프군, 동쪽으로는 자모시치군, 토마슈프군, 남쪽으로는 포트카르파츠키에주 루바추프군, 프셰보르스크군, 남서쪽으로는 포트카르파츠키에주 레자이스크군, 서쪽으로는 포트카르파츠키에주 니스코군, 북서쪽으로는 야누프군과 접한다. 14개 지방 자치체(1개 도시, 3개 도시형 농촌, 10개 농촌)를 관할한다.

군기
군 문장